# Stade Erasmo-Iacovone
 (avril 2025).
Si vous disposez d'ouvrages ou d'articles de référence ou si vous connaissez des sites web de qualité traitant du thème abordé ici, merci de compléter l'article en donnant les références utiles à sa vérifiabilité et en les liant à la section « Notes et références ».
Le stade Erasmo-Iacovone est un stade de football situé à Tarente en Italie. Son ancien nom est Stadio Salinella, du nom du quartier où il est situé. Inauguré en 1965, sa capacité est de 27 000 places.
Il accueille les rencontres à domicile du Tarente Football Club 1927.